# 沈黙の報復
『沈黙の報復』（ちんもくのほうふく、原題: Renegade Justice, 又はUrban Justice）は、2007年のアメリカ映画。アメリカではビデオスルー。日本では劇場公開された。スティーヴン・セガール主演の"沈黙シリーズ"の第15作目である。

## ストーリー
サイモンの1人息子で、ロサンゼルスへ潜入捜査にあたっていた若い捜査官マックスが何者かの凶弾に殺されてしまう。しかし警察の調査結果はギャングの抗争に巻き込まれ、無差別殺害されたというものであり、それに納得できず、怒りに燃えるサイモンは、息子を殺害した犯人を探し出すことを決意。そして、その復讐心だけを支えに、息子が殺されたエリア・ノースセントラル1001番へ、たった一人で踏み込んで調査する。この地域では、黒人ギャングとマフィアとの激しい抗争が続いていた。そんな状況も意に介さず調査を続ける。しかしその直後、意外な人物が容疑者に浮かび上がるのだが…。

## スタッフ
- 監督：ドン・E・ファンルロイ
- 製作：スティーヴン・セガール
- 製作総指揮：フィリップ・B・ゴールドファイン、トレイシー・スタンリー＝ニューウェル
- 脚本：ギルマー・フォーティス二世
- 撮影：ドン・E・ファンルロイ
- 音楽：ピーター・マイスナー
- 編集：スコット・コンラッド
- プロダクションデザイン：カーミ・ギャロ
- 音楽スーパーバイザー：マイケル・ロイド

## キャスト
| 役名                 | 俳優                       | ソフト版吹替 |
| -------------------- | -------------------------- | ------------ |
| サイモン・バリスター | スティーヴン・セガール     | 大塚明夫     |
| アーマンド・タッカー | エディ・グリフィン         | 高木渉       |
| フランク・ショウ刑事 | カーク・B・R・ウォーラー   | 諸角憲一     |
| アリス・パーク       | カーメン・セラーノ         | 樋口あかり   |
| リンダ・バリスター   | リーズル・カーステンス     | 勝田晶子     |
| ゲイリー・モリソン   | ジェイド・ヨーカー         | 小野塚貴志   |
| アイザヤ             | トランタリオ”TJ”ジョーンズ | 伊藤健太郎   |
| エル・チヴォ         | ダニー・トレホ             | 廣田行生     |
| レジー・B            | サム・プレザント           | 天田益男     |

- その他の声の出演：山野井仁、加藤亮夫、高瀬右光、中川慶一、細谷佳正、松岡大介、武虎、織田芙実、山口享佑子

演出：簑浦良平、翻訳：瀬尾友子、調整：三浦拓也、制作：グロービジョン

## トリビア
スティーヴン・セガール演じる主人公のサイモン・バリスターが亡き息子のことを回想する際、幼い頃の息子と一緒に映っている写真が2枚出てくるシーンがあるが、『沈黙の陰謀』のスチル2カットを加工したものである。同写真は本来セガール演じるウェズリー・マクラーレンと、その娘役のカミーラ・ベルの2ショットだが、カミーラ・ベルの顔が少年の顔に差し替えられている。